# Onze-Lieve-Vrouw-Sterre-der-Zeekapel (Simpelveld)

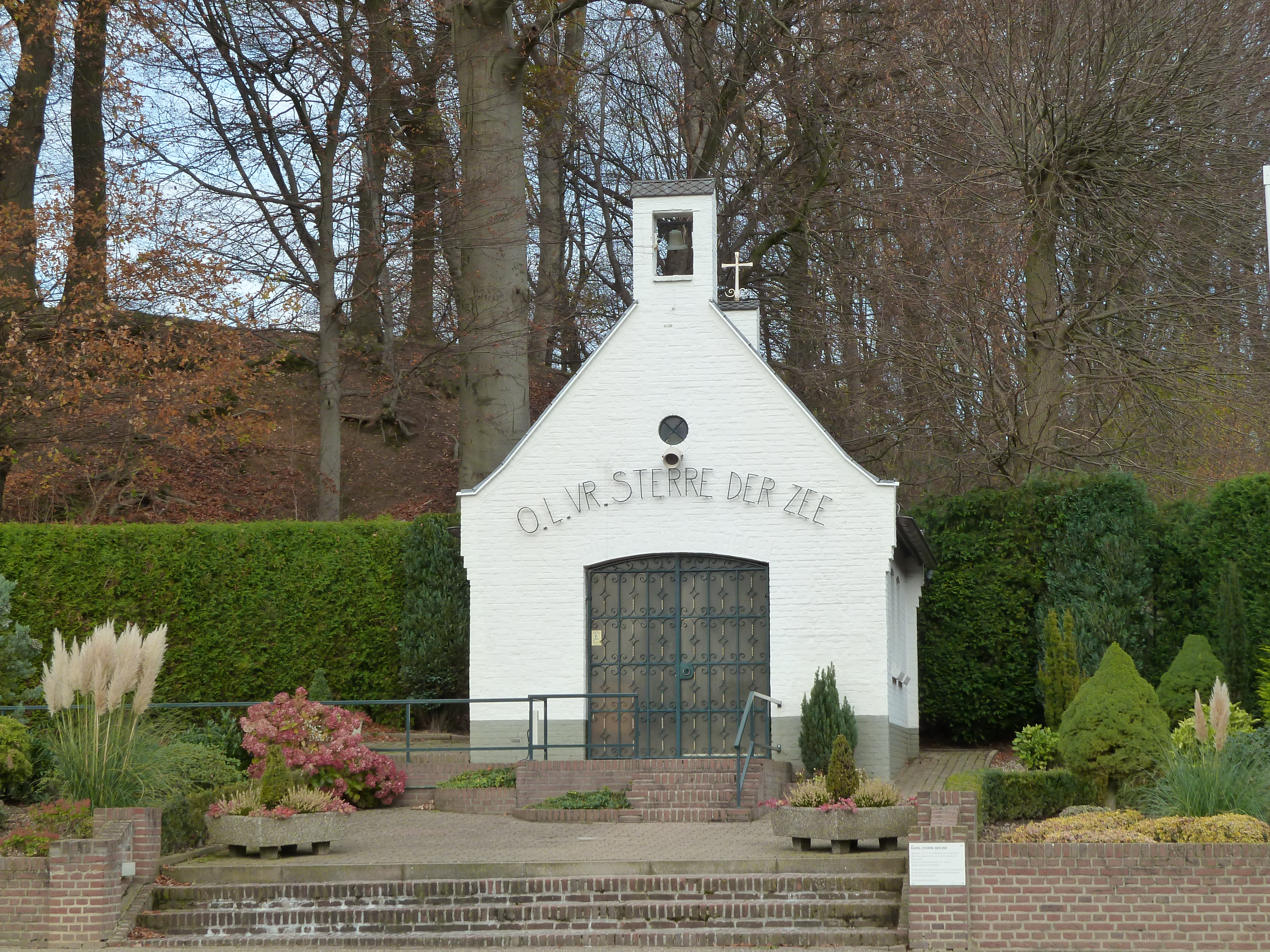
De Onze-Lieve-Vrouw-Sterre-der-Zeekapel

De Onze-Lieve-Vrouw-Sterre-der-Zeekapel is een kapel in Simpelveld in de Nederlands Zuid-Limburgse gemeente Simpelveld. De kapel staat aan de oostrand van het dorp in de buurt Rodeput aan een bosrand met daarachter de Groeve Sweijer. Voor de kapel ligt een kruising van de wegen Rodeput, Vingweg en Sweijersbosweg en ligt er een klein pleintje met in het midden de put waarnaar de buurt is vernoemd. Naast de kapel staat een wit geschilderde gietijzeren wegkruis. Niet ver van de kapel ligt Huize Loreto.
De kapel is gewijd aan Maria, specifiek aan Onze-Lieve-Vrouw-Sterre-der-Zee.

## Geschiedenis
In 1951 werd de kapel gebouwd uit dank voor het gespaard blijven van oorlogsgeweld tijdens de Tweede Wereldoorlog. In juli 1951 werd de kapel ingezegend door Guillaume Lemmens, de bisschop van bisdom Roermond. In 1955 werden de glas-in-loodramen vervaardigd door Harrie Pieters.
In 1987 werd de kapel na jarenlange beheer door de buurt overgedragen aan een stichting en werd de kapel gerenoveerd.

## Bouwwerk
De bakstenen kapel staat op een verhoging omgeven door een plantsoen en een bakstenen muur en is opgetrokken op een rechthoekig plattegrond (4,5 meter breed en 5,5 lang) en gedekt door een verzonken zadeldak. In de zijgevels zijn achterin elk twee segmentboogvormige vensters met glas-in-lood aangebracht. De buitenzijde is wit geschilderd boven een grijze plint. De achtergevel is een tuitgevel waarop een smeedijzeren aangebracht is. De frontgevel is een tuitgevel waarbij in de tuit een klok opgehangen is. De frontgevel bevat verder een segmentboogvormige toegang, afgesloten met een smeedijzeren deur met plexiglas, met erboven in grote letters de tekst:

O. L. VR. STERRE DER ZEE

Van binnen is de kapel wit gestuukt en is het houten zadeldak te zien. Tegen de achterwand is een natuurstenen altaar geplaatst met daarboven een afbeelding van Onze-Lieve-Vrouw gemaakt van opaline dat voor een blauw gordijn opgehangen is.